# Dischidia complex
Dischidia complex là một loài thực vật có hoa trong họ La bố ma. Loài này được Griff. mô tả khoa học đầu tiên năm 1854.